# Болдиревське сільське поселення (Ростовська область)
Болдиревське сільське поселення — муніципальне утворення в Родіоново-Несвітайському районі Ростовської області. Болдиревське сільське поселення розташоване на північному сході Родіоново-Несвітайського району у долині річки Великий Несвітай вище Родіоново-Несвітайського сільського поселення та долині її правої притоки Керети.
Адміністративний центр поселення — хутір Болдиревка.
Населення - 2000 осіб (2010 рік).

## Адміністративний устрій
До складу Болдиревського сільського поселення входять:
- хутір Болдиревка - 852 особи (2010 рік);
- хутір Бурбуки - 22 особи (2010 рік);
- хутір Вишневка - 1 особа (2010 рік);
- хутір Греково-Балка - 54 особи (2010 рік);
- хутір Дар’євка - 615 осіб (2010 рік);
- хутір Красильников - 36 осіб (2010 рік);
- хутір Краснознаменка - 77 осіб (2010 рік);
- хутір Нижньосолоний - 26 осіб (2010 рік);
- хутір Новотроїцький - 185 осіб (2010 рік);
- хутір Поповка - 54 особи (2010 рік);
- хутір Таврійський № 20 - 78 осіб (2010 рік).